# Elliott Sadler
Elliott Sadler, född den 30 april 1975 i Emporia, Virginia, USA, är en amerikansk racerförare.

## Racingkarriär
Sadler tävlade både i racing och spelade basket som ung, men en knäskada på sitt universitetslags match ändade Sadlers basketkarriär. Han blev istället racerförare på heltid, och gjorde sin Nascar-debut i Nascar Busch Series 1995. Hans bästa sammanlagda placering i serien kom 1997 med en femteplats. Sadler gjorde sin debut i Nascar Winston Cup Series 1998 i Coca-Cola 600. Han blev tvåa bakom Tony Stewart i rookiemästerskapet 1999, och tog sig första seger 2001 i Food City 500 på Bristol Motor Speedway. 2004 hade Sadler sin bästa säsong så långt i karriären, när han blev nia i mästerskapet efter ännu en raceseger. Efter några misslyckade säsong var Sadler nära att vinna Daytona 500 2009, men det räckte inte hela vägen, och han fick nöja sig med en femteplats i sitt första race för Richard Petty Motorsports.